# Kazuichi Hanawa
Kazuichi Hanawa (jap. 花輪 和一, Hanawa Kazuichi; * 17. April 1947 in Yorii, Präfektur Saitama, Japan) ist ein japanischer Manga-Zeichner.
Ab 1970 arbeitete er als Illustrator. Nachdem er die Werke Yoshiharu Tsuges gelesen hatte, entschloss er sich, ins Comicfach zu wechseln. Seine erste Arbeit als Comiczeichner brachte Hanawa im Jahr 1971 mit der Kurzgeschichte Kan no Mushi (かんのむし) über einen Jungen, dessen Mutter ihn zu einem sadistischen Akupunkturisten schickt, im gegen den Kommerz ausgerichteten Manga-Magazin Garo heraus, für das er in seiner folgenden Karriere hauptsächlich arbeitete. Von 1992 bis 1994 zeichnete er die Manga-Serie Tensui (天水) für das Afternoon-Magazin, das eine wesentlich höhere Auflage als Garo und ähnliche Underground-Publikationen erreicht. Durch seine Werke für Afternoon und andere Mainstream-Magazine wie Manga Action und Super Action wurde er einem breiteren Publikum bekannt. Seit 1998 arbeitet Hanawa für AX, den Nachfolger des Garo.
Im Dezember 1994 wurde er wegen des unerlaubten Besitzes von Modellwaffen verhaftet und zu drei Jahren Gefängnis verurteilt. Den Aufenthalt im Arrest verarbeitete er nachher im Manga Keimusho no Naka (刑務所の中), für den er 2001 für den Osamu-Tezuka-Kulturpreis nominiert war. Dieses autobiografische Werk wurde zu einem Bestseller und 2002 unter der Regie Yoichi Sais als Realfilm umgesetzt. Masanao Amano beschreibt, der „überragende Realismus“ des Werkes dränge sich dem Leser geradezu auf. „Durch die Dokumentarfilm-ähnliche Machart ohne jegliche Sensationslust und politische Botschaft wird [der Leser] völlig in das Werk eingesaugt.“
Hanawa gilt zuweilen als Nachfolger Yoshiharu Tsuges. Zu Beginn seiner Karriere hat er sich dem eroguro-Stil verschrieben und zeichnete erotisch-grotesk anmutenden Arbeiten wie Akai Yoru (赤ヒ夜; über einen Samurai, der seine Rachegedanken verwirft und von seiner Frau zum Suizid gedrängt wird) und Niku Yashiki (肉屋敷). Viele dieser Arbeiten waren Parodien auf den Militarismus und die traditionelle Werte der japanischen Kultur. Ab Anfang der 1980er Jahre waren seine Mangas vom Buddhismus spirituell geprägt und waren vor allem im Japan der Edo- und der Meiji-Zeit sowie in einem futuristischen Setting angesiedelt. Die Gesichter seiner Figuren erinnern an Ukiyo-e; seine Zeichnungen sind detailliert und dunkel.
Sein Werk wurde ins Englische, Spanische und Französische übersetzt. Die Kurzgeschichte Niku Yashiki ist auf Deutsch unter dem Titel Jinku, Fleisch der Gnade im Strapazin-Magazin erschienen.